# Cædwalla
Cædwalla (ca. 659 - 20 april 689 te Rome) had een korte maar veelbewogen periode als koning van de Gewisse (Wessex).
Cædwalla was afkomstig uit een koninklijk geslacht in Wessex (huis Wessex), maar was uit zijn gebied verdreven. Als jonge onafhankelijke krijgsheer viel hij Sussex aan. Hij wist koning Athelwealh te verslaan en te doden, maar werd vervolgens door diens duces (graven) Berthun en Andhun zelf verdreven.
In 685 wist Cædwalla het koningschap in Wessex in handen te krijgen. Hij volgde hierbij Centwine op. Volgens Beda wist hij het centrale gezag te herstellen nadat na de dood van Cenwelh van Wessex de diverse onder-koningen de baas waren, maar moderne historici nemen aan dat dit al onder Centwine gebeurd was.
Al in het volgende jaar (686) viel Cædwalla Sussex aan. Berthun sneuvelde, en Sussex kwam onder de opperheerschappij van Wessex. Ditzelfde gold voor Kent, dat Cædwalla samen met Sighere van Essex veroverde, en waar hij zijn broer Mul op de troon zette.
Ook Wight, tot dan toe een onafhankelijk koninkrijk, werd door Cædwalla veroverd. Hij moordde de koninklijke familie uit en richtte een slachting aan onder de bevolking, zodat hij het land door zijn eigen mensen in bezit kon laten nemen. Hiermee was het laatste heidense rijk in Engeland verdwenen.
In Kent was een opstand uitgebroken, waarbij Mul gedood was, en Cædwalla trok opnieuw op tegen Kent om deze neer te slaan. Hierna deed hij in 688 plotseling afstand van de troon. Hij werd opgevolgd door Ine. Cædwalla zelf trok met bisschop Liephard naar Rome om zich daar te laten dopen. Kort voor pasen 689 werd hij inderdaad gedoopt door paus Sergius I. Hij stierf enkele dagen later. Hij wordt als heilige vereerd en herdacht op 20 april.